# Elecciones generales de Túnez de 2004
Las elecciones generales de Túnez se llevaron a cabo el 24 de octubre de 2004 para elegir al Presidente de la República del período 2004-2009. Las elecciones ocurrieron durante el régimen de Zine El Abidine Ben Ali, por lo que fue ampliamente considerada como fraudulenta. Ben Ali fue reelegido con el 94.49% de los votos para un cuarto mandato de cinco años, mientras que su partido, la Agrupación Constitucional Democrática, obtuvo mayoría absoluta en la Cámara de Diputados con 152 de los 189 escaños. La participación electoral oficial fue del 91.52.

## Resultados

### Presidenciales
| Candidatos                 | Candidatos               | Partidos                              | Votos     | %         |
| -------------------------- | ------------------------ | ------------------------------------- | --------- | --------- |
|                            | Zine El Abidine Ben Ali  | Agrupación Constitucional Democrática | 4.204.292 | 94.49     |
|                            | Mohamed Bouchiha         | Partido de la Unidad Popular          | 167.986   | 3.78      |
|                            | Ahmed Brahim             | Movimiento Ettajdid                   | 42.213    | 0.95      |
|                            | Mounir Beji              | Partido Social Liberal                | 35.067    | 0.79      |
| Votos válidos              | Votos válidos            | Votos válidos                         | 4.449.558 | 99.67     |
| Votos en blanco/anulados   | Votos en blanco/anulados | Votos en blanco/anulados              | 14.779    | 0.33      |
| Total                      | Total                    | Total                                 | 4.464.337 | 100.00    |
| Participación              | Participación            | Participación                         | 91.52     | 91.52     |
| Electorado                 | Electorado               | Electorado                            | 4.877.905 | 4.877.905 |
| Fuente: (en francés) POGAR |                          |                                       |           |           |

### Parlamentarias
| Partidos                 | Partidos                                 | Votos     | %         | Escaños | +/– |
| ------------------------ | ---------------------------------------- | --------- | --------- | ------- | --- |
|                          | Agrupación Constitucional Democrática    | 3.678.645 | 87.59     | 152     | +4  |
|                          | Movimiento de los Demócratas Socialistas | 194.829   | 4.63      | 14      | +1  |
|                          | Partido de la Unidad Popular             | 152.987   | 3.64      | 11      | +4  |
|                          | Unión Democrática Unionista              | 92.708    | 2.20      | 7       | 0   |
|                          | Movimiento Ettajdid                      | 43.268    | 1.74      | 3       | −2  |
|                          | Partido Social Liberal                   | 25.261    | 0.60      | 2       | 0   |
|                          | Otros                                    | 10.473    | 0.26      | 0       | −5  |
| Votos válidos            | Votos válidos                            | 4.199.846 | 99.64     | 189     | +7  |
| Votos en blanco/anulados | Votos en blanco/anulados                 | 15.305    | 0.36      |         |     |
| Total                    | Total                                    | 4.215.151 | 100.00    |         |     |
| Participación            | Participación                            | 91.45     | 91.45     |         |     |
| Electorado               | Electorado                               | 4.609.237 | 4.609.237 |         |     |